# Pfarrhaus (Lindenberg im Allgäu)

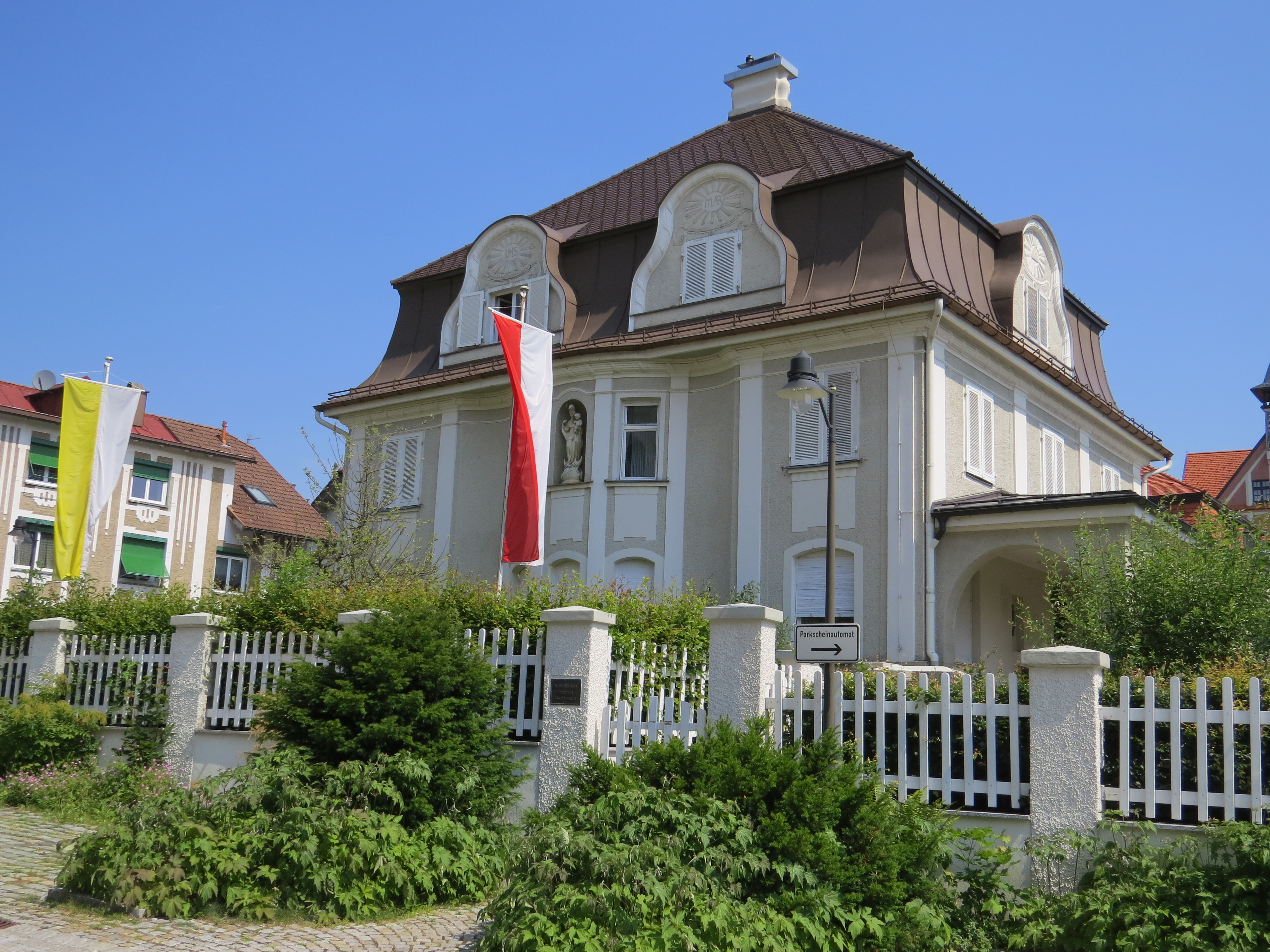
Pfarrhaus in Lindenberg im Allgäu

Das Pfarrhaus (örtlich auch Pfarrhof) in Lindenberg im Allgäu, einer Gemeinde im schwäbischen Landkreis Lindau in Bayern, wurde um 1914 errichtet. Das römisch-katholische Pfarrhaus an der Goethestraße 4 ist ein geschütztes Baudenkmal.
Der zweigeschossige, neubarocke Mansarddachbau wurde von dem Münchner Architekten Franz Rank erbaut. Er steht in unmittelbarer Nachbarschaft zur neobarocken Stadtpfarrkirche St. Peter und Paul, die in den Jahren 1912 bis 1914 ebenfalls nach Plänen von Franz Rank errichtet wurde.   
Das vorherige, im 18. Jahrhundert erbaute Pfarrhaus an der bisherigen Pfarrkirche St. Peter und Paul („Aureliuskirche“) am Antoniusplatz ging nach Fertigstellung des Neubaus an der Goethestraße in den Besitz der Stadt Lindenberg über. 